# IC 1626
IC 1626 је расијано звјездано јато у сазвјежђу Тукан које се налази на листи објеката дубоког неба у Индекс каталогу.
Деклинација објекта је - 73° 17' 53" а ректасцензија 1h 6m 13,4s. IC 1626 је још познат и под ознакама ESO 29-SC30.